# Setidobhan
Setidobhan (nep. सेतीदोभान) – gaun wikas samiti w zachodniej części Nepalu w strefie Gandaki w dystrykcie Syangja. Według nepalskiego spisu powszechnego z 2001 roku liczył on 755 gospodarstw domowych i 3522 mieszkańców (1935 kobiet i 1587 mężczyzn).